# Microdrosophila bipartita
Microdrosophila bipartita är en tvåvingeart som beskrevs av Zhang 1989. Microdrosophila bipartita ingår i släktet Microdrosophila och familjen daggflugor. Inga underarter finns listade i Catalogue of Life.